# Marsens
Marsens (Freiburger Patois Machinⓘ) ist eine politische Gemeinde im Greyerzbezirk des Kantons Freiburg in der Schweiz. Die früheren deutschen Namen Marsing und Marsingen werden heute nicht mehr verwendet. Mit Wirkung auf den 1. Januar 2001 wurde die vorher selbständige Gemeinde Vuippens nach Marsens eingemeindet.

## Geographie
Marsens liegt auf 722 m ü. M., 4 km nördlich des Bezirkshauptortes Bulle (Luftlinie). Das Dorf erstreckt sich am Westrand der Talniederung des Baches Sionge, am Südfuss des Gibloux, im Greyerzerland westlich des Greyerzersees.
Die Fläche des 7,8 km² grossen Gemeindegebiets umfasst einen Abschnitt des Beckens von Bulle im freiburgischen Alpenvorland. Die lange schmale Gemeindefläche hat im Osten Anteil am Greyerzersee. Das Seeufer ist hier stark gegliedert, da die Bäche Sionge und Gérigno in kleinen Tälchen in den See münden, deren unterste Abschnitte beim Aufstau des Lac de la Gruyère geflutet wurden. Von der Halbinsel von Villard mit der Höhe Sur le Mont (752 m ü. M.) erstreckt sich der Gemeindeboden westwärts über die Talniederung der Sionge und die ebene Fläche von Marsens bis auf die westlich angrenzenden Höhen des Gibloux und seiner Vorberge. Die nördliche Grenze bildet meist das in die Molasseschichten des Gibloux eingetiefte Tal des Gérigno. Ganz im Westen reicht das Gebiet in die Moorniederung Les Gurles; nördlich davon wird am Waldhang des Derbali mit 1026 m ü. M. der höchste Punkt von Marsens erreicht. Von der Gemeindefläche entfielen 1997 10 % auf Siedlungen, 25 % auf Wald und Gehölze, 64 % auf Landwirtschaft, und etwas weniger als 1 % war unproduktives Land.
Zu Marsens gehören das Dorf Vuippens (705 m ü. M.), der Weiler Chamufens (850 m ü. M.) am Osthang des Gibloux südlich des Tals des Gérigno sowie zahlreiche Einzelhöfe. Nachbargemeinden von Marsens sind Echarlens, Riaz, Sâles, Grangettes, Le Châtelard, Sorens, Pont-en-Ogoz, Hauteville und Corbières.

Luftbild (1952)

## Bevölkerung
Mit 2115 Einwohnern (Stand 31. Dezember 2023) gehört Marsens zu den mittelgrossen Gemeinden des Kantons Freiburg. Von den Bewohnern sind 93,5 % französischsprachig, 3,5 % deutschsprachig und 0,9 % italienischsprachig (Stand 2000). Die Bevölkerungszahl von Marsens belief sich 1900 auf 970 Einwohner. Im Verlauf des 20. Jahrhunderts pendelte die Einwohnerzahl lange Zeit zwischen 1150 und 1220 Personen. Seit 1990 (1166 Einwohner) wurde ein deutliches Bevölkerungswachstum verzeichnet.

## Wirtschaft

Luftbild des ehemaligen Klosters von Walter Mittelholzer (zwischen 1917 und 1937)

Marsens war bis in die erste Hälfte des 20. Jahrhunderts ein vorwiegend durch die Landwirtschaft geprägtes Dorf. Noch heute haben die Viehzucht und Milchwirtschaft (für die Käseproduktion) sowie in geringerem Mass der Ackerbau eine gewisse Bedeutung in der Erwerbsstruktur der Bevölkerung. Weitere Arbeitsplätze sind im lokalen Kleingewerbe und vor allem im Dienstleistungssektor vorhanden. Der Bau des kantonalen Psychiatriespitals auf dem Gelände der säkularisierten Abtei Humilimont in den Jahren 1872 bis 1880 hat die wirtschaftliche Struktur in Marsens grundlegend verändert. In den letzten Jahrzehnten hat sich das Dorf dank seiner attraktiven Lage auch zu einer Wohngemeinde entwickelt. Viele Erwerbstätige sind deshalb Wegpendler, die in den Regionen Bulle und Freiburg arbeiten.

## Verkehr
Die Gemeinde ist verkehrstechnisch gut erschlossen. Sie liegt nahe der Hauptstrasse von Freiburg nach Bulle. Der nächste Anschluss an die Autobahn A12, die seit 1981 von Bern bis Vevey durchgehend geöffnet ist und das Gemeindegebiet durchquert, befindet sich rund 4 km vom Ortskern entfernt. Durch die Buslinie der Transports publics Fribourgeois, die von Freiburg via Rossens nach Bulle führt, ist Marsens an das Netz des öffentlichen Verkehrs angebunden.

## Geschichte
Das Gemeindegebiet von Marsens war schon sehr früh besiedelt. Die ältesten Siedlungsspuren gehen auf die Bronzezeit zurück. Etwas ausserhalb des heutigen Dorfes befand sich ein gallorömischer Tempel, der dem Mars Caturix geweiht war und bei einem Einfall der Alamannen um das Jahr 260 nach Christus zerstört wurde. Die erste urkundliche Erwähnung des Ortes erfolgte im Jahr 851 unter dem Namen Curtis Marsingus. Später erschienen die Bezeichnungen Marsingis (929), Marcens (1668) und Marsans. Der Ortsname ist ursprünglich vom römischen Kriegsgott Mars abgeleitet.
Vor dem Jahr 1000 gehörte Marsens zum Gebiet des Königreichs Burgund. 1137 gründeten die Prämonstratenser auf dem Gebiet östlich des Dorfes das Kloster Humilimont (deutsch: Niederberg), das 1580 an die Jesuiten in Freiburg überging. Die weltliche Macht über Marsens hatten seit dem 12. Jahrhundert die Herren von Corbières. Bei der Abspaltung der westlich der Saane gelegenen Teile der Herrschaft kam das Dorf 1225 zur neu gebildeten Herrschaft Vuippens.
1547 kam Marsens an Freiburg und wurde der neu gegründeten Vogtei Vuippens-Everdes zugeteilt. Nach dem Zusammenbruch des Ancien Régime (1798) gehörte das Dorf während der Helvetik und der anschliessenden Zeit bis 1848 zum damaligen Bezirk Bulle, bevor es in den Bezirk Greyerz eingegliedert wurde. Nachdem das Kloster Humilimont 1848 säkularisiert worden war, wurden die Konventsgebäude in den Bau des Psychiatrischen Spitals einbezogen. Am 1. Januar 2001 wurde die Gemeindefusion von Marsens und Vuippens vollzogen, die neue Gemeinde heisst weiterhin Marsens.

## Sehenswürdigkeiten
Die Kapelle Saint-Nicolas im Dorfkern stammt ursprünglich von 1330. Die Jesuiten errichteten auf dem Klostergelände in den Jahren 1641 bis 1642 die Kapelle Saint-Ignace, ein grosser achteckiger Bau, der 1989 restauriert wurde und auch den Namen La Rotonde (Rotunde) trägt. Auf den Gemeindegebieten von Echarlens und Riaz sind einige Überreste des gallorömischen Marstempels und des einstigen Vicus (mit Resten von Werkstätten und Bädern) erhalten.

## Persönlichkeiten
- Hubert Charles (1793–1882), Staatsrat und Nationalrat